# Martin Knutzen
Martin Knutzen, född 24 maj 1863 i Drammen, död 9 december 1909 i Kristiania, var en norsk pianist. 
Knutzen bedrev först handelstudier, men spelade även piano och blev snart elev till Agathe Backer-Grøndahl, som fick mycket stor betydelse för hans utveckling. Efter ett par år reste han till Berlin, där han blev elev till Karl Heinrich Barth. Efter ett år fick han en friplats vid den kungliga musikhögskolan där. Vid sitt avgångsprov därifrån spelade han med utmärkelse Ludwig van Beethovens konsert i Ess-dur, med vilken han samma höst debuterade han med framgång i Kristiania vid en av Musikforeningens konserter. 
Kort därefter reste Knutzen till Wien för att fullborda sin utbildning under Theodor Leschetizky. Efter två år återvände han hem och gav i april 1889 sin första konsert i Kristiania, vilken blev en stor framgång. Han besökte upprepade gånger Wien, där han 1892, uppmuntrad av Leschetisky, tillsammans med Wienerfilharmonikerna, framförde Edvard Griegs och Christian Sindings pianokonserter, något som också blev en stor framgång. 
Under de följande åren framträdde Knutzen upprepade gånger i Musikforeningen i Kristiania, gav egna konserter där och företog en turné i Norge. År 1895 framträdde han i Köpenhamn och kallades omedelbart till Stockholm, där han kort därefter framträdde på fyra konserter med Griegs pianokonsert under tonsättarens ledning. Sommaren 1897 medverkade han i den stora nordiska musikfesten i Stockholm  och i januari 1898 framträdde han i Gewandhaus i Leipzig, där han åter firade en stor triumf, liksom 1900 vid de stora norska konserterna i Paris. Han var på sin tid Norges främste konsertpianist, utmärkt särskilt i speltekniskt avseende, men under sina sista år var han av hälsoskäl förhindrad från att göra framträdanden. 